# Bruno Beretti
Bruno Beretti (Cantù, 16 giugno 1942) è un ex calciatore italiano, di ruolo ala destra.

## Carriera
Cresciuto nelle giovanili del Milan, non viene mai schierato in prima squadra in incontri di campionato ma solo nella sfida di Coppa dell'Amicizia contro il Nizza vinta per 3-1 e disputata il 13 maggio 1962. Nell'estate seguente viene ceduto all'allora terza squadra di Milano, il Rizzoli, militante in Serie C.
Nel prosieguo della carriera ha disputato cinque campionati di Serie B, uno con la maglia della Pro Patria e quattro con quella del Taranto per complessive 145 presenze e 30 reti fra i cadetti. Con i rossoblù pugliesi ha inoltre disputato anche tre campionati in Serie C, per complessive 202 presenze e 49 reti con gli jonici, risultando il secondo miglior marcatore del Taranto in campionato alle spalle del solo Martino Castellano.
Chiude la carriera nel Monza, ancora in Serie C.

## Palmarès
- Campionato italiano Serie C: 1

Taranto: 1968-1969 (girone C)
- Coppa Italia Semiprofessionisti: 1

Monza: 1973-1974